# Leptocolea cardiocarpa
Leptocolea cardiocarpa là một loài Rêu trong họ Lejeuneaceae. Loài này được (Mont.) A. Evans mô tả khoa học đầu tiên..